# Lonchocarpus chiangii
Lonchocarpus chiangii är en ärtväxtart som beskrevs av Mario Sousa. Lonchocarpus chiangii ingår i släktet Lonchocarpus och familjen ärtväxter. Inga underarter finns listade i Catalogue of Life.